# 博乐仁
博乐仁（德語：Roland Busch, 1964年—）是一位德国企业家，中文名叫博乐仁。

## 生平
1964年出生于西德埃朗根，1989年毕业于埃朗根-纽伦堡大学和格勒诺布尔-阿尔卑斯大学，1993年获得埃朗根-纽伦堡大学博士学位。1994年加入西门子公司担任企业研发部主管，2002年成为信息娱乐业务主管，2005年调任上海担任西门子公司汽车亚太区总裁兼首席执行官，2007年调回德国担任交通系统业务主管。2011年进入公司董事会，2016年12月担任首席技术官，2018年10月担任首席运营官，2020年3月19日接替凯飒担任集团首席执行官。